# 小行星1420
小行星1420（1420 Radcliffe）是一颗围绕太阳公转的小行星。1931年9月14日，卡爾·威廉·萊茵姆特在海德堡发现了此天体。
該小行星以位於美國麻薩諸塞州的拉德克利夫學院命名。
这颗小行星的绝对星等为71.70312437941936等。